# Abdullah Al-Dosari
Abdullah Saleh Al-Dosari (in arabo عبد الله الدوسري‎?; 1º novembre 1969) è un ex calciatore saudita, di ruolo difensore.

## Palmarès

### Nazionale
- Coppa d'Asia: 2

1988, 1996